# Distrito de Huajuapan
El distrito de Huajuapan es uno de los 30 distritos que conforman al estado mexicano de Oaxaca, y uno de los siete en que se divide la región mixteca. Se conforma de 309 localidades repartidas en 28 municipios.

## Municipios
| Código INEGI | Municipio                           | Cabecera                            |
| ------------ | ----------------------------------- | ----------------------------------- |
| 004          | Asunción Cuyotepeji                 | Asunción Cuyotepeji                 |
| 022          | Cosoltepec                          | Cosoltepec                          |
| 032          | Fresnillo de Trujano                | Fresnillo de Trujano                |
| 039          | Heroica Ciudad de Huajuapan de León | Heroica Ciudad de Huajuapan de León |
| 055          | Mariscala de Juárez                 | Mariscala de Juárez                 |
| 089          | San Andrés Dinicuiti                | San Andrés Dinicuiti                |
| 160          | San Jerónimo Silacayoapilla         | San Jerónimo Silacayoapilla         |
| 164          | San Jorge Nuchita                   | San Jorge Nuchita                   |
| 165          | San José Ayuquila                   | San José Ayuquila                   |
| 181          | San Juan Bautista Suchitepec        | San Juan Bautista Suchitepec        |
| 237          | San Marcos Arteaga                  | San Marcos Arteaga                  |
| 245          | San Martín Zacatepec                | San Martín Zacatepec                |
| 261          | San Miguel Amatitlán                | San Miguel Amatitlán                |
| 340          | San Pedro y San Pablo Tequixtepec   | San Pedro y San Pablo Tequixtepec   |
| 352          | San Simón Zahuatlán                 | San Simón Zahuatlán                 |
| 373          | Santa Catarina Zapoquila            | Santa Catarina Zapoquila            |
| 381          | Santa Cruz Tacache de Mina          | Santa Cruz Tacache de Mina          |
| 400          | Santa María Camotlán                | Santa María Camotlán                |
| 455          | Santiago Ayuquililla                | Santiago Ayuquililla                |
| 456          | Santiago Cacaloxtepec               | Santiago Cacaloxtepec               |
| 459          | Santiago Chazumba                   | Santiago Chazumba                   |
| 462          | Santiago Huajolotitlán              | Santiago Huajolotitlán              |
| 476          | Santiago Miltepec                   | Santiago Miltepec                   |
| 520          | Santo Domingo Tonalá                | Santo Domingo Tonalá                |
| 524          | Santo Domingo Yodohino              | Santo Domingo Yodohino              |
| 529          | Santos Reyes Yucuná                 | Santos Reyes Yucuná                 |
| 549          | Tezoatlán de Segura y Luna          | Tezoatlán de Segura y Luna          |
| 568          | Zapotitlán Palmas                   | Zapotitlán Palmas                   |

## Demografía
En el distrito habitan 140 858 personas, que representan el 3.70% de la población del estado. De ellos 21 073 dominan alguna lengua indígena.